# Col de Serre
Pour l’article ayant un titre homophone, voir Col de Cère.
Le col de Serre (1 335 mètres) est un col situé dans le département du Cantal, en région Auvergne-Rhône-Alpes, en France.
À proximité du puy Mary, grand site national, il offre un panorama sur la vallée de la Petite Rhue ainsi que sur celle de l'Impradine, affluent de la Santoire.

## Sports
Il a été franchi à plusieurs reprises par le Tour de France[réf. nécessaire].
C'est également le point de départ de plusieurs pistes de ski de fond et de raquette (domaine nordique du Haut-Cantal Puy Mary).
Le GR 4 et le GR 400 y passent.

Vues depuis le col de Serre
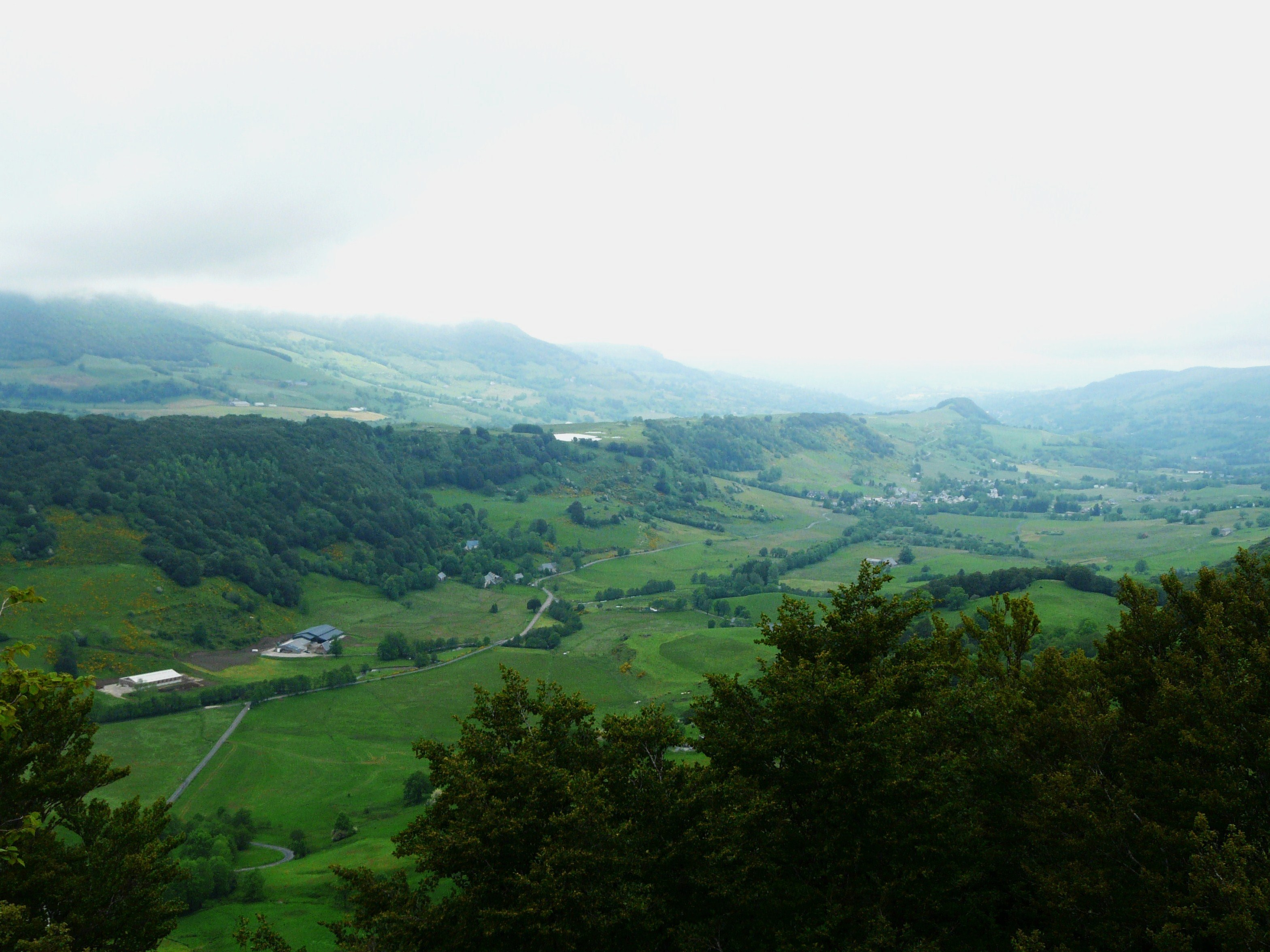
La vallée de la Petite Rhue.
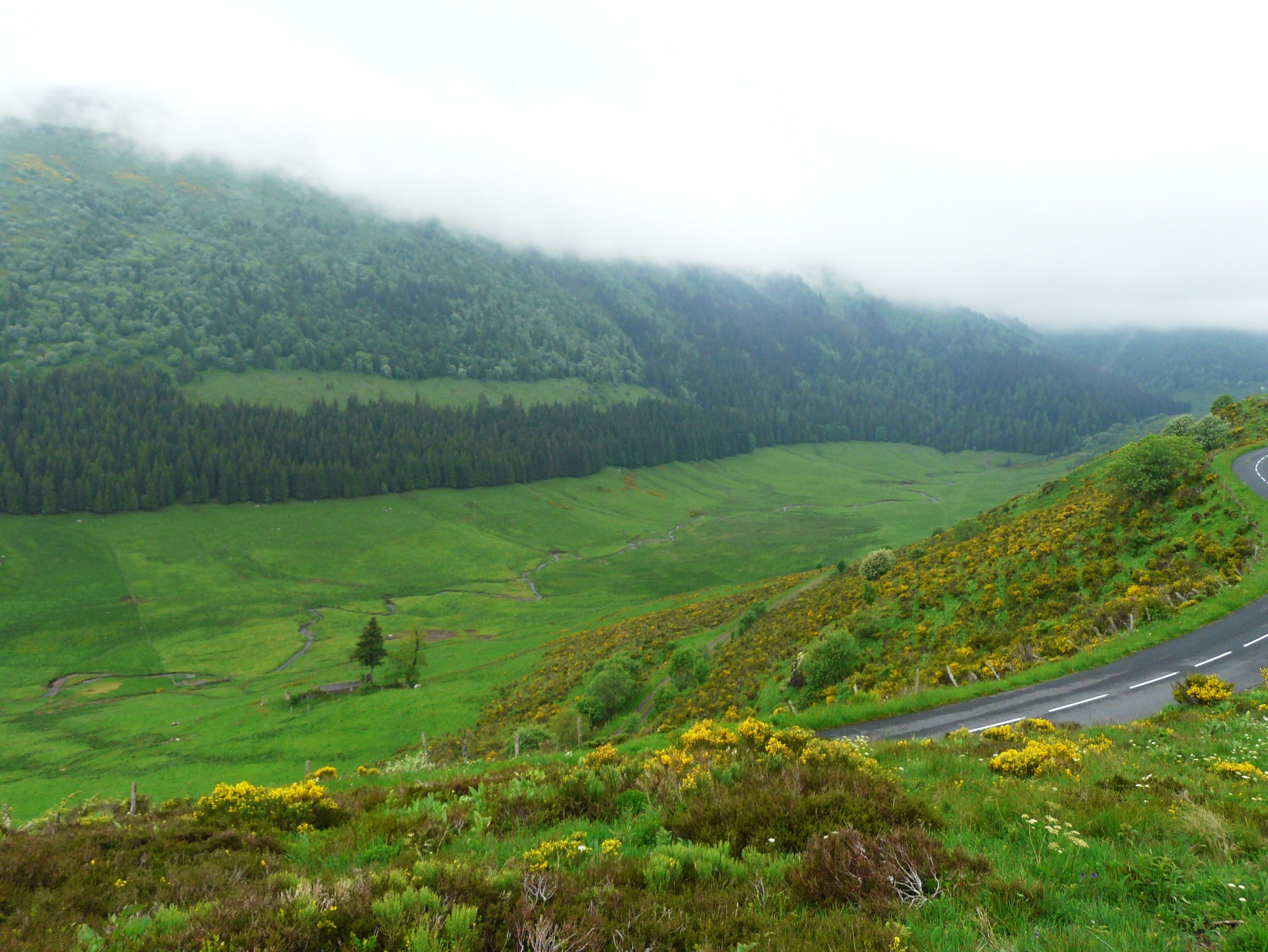
La vallée de l'Impradine (amont).
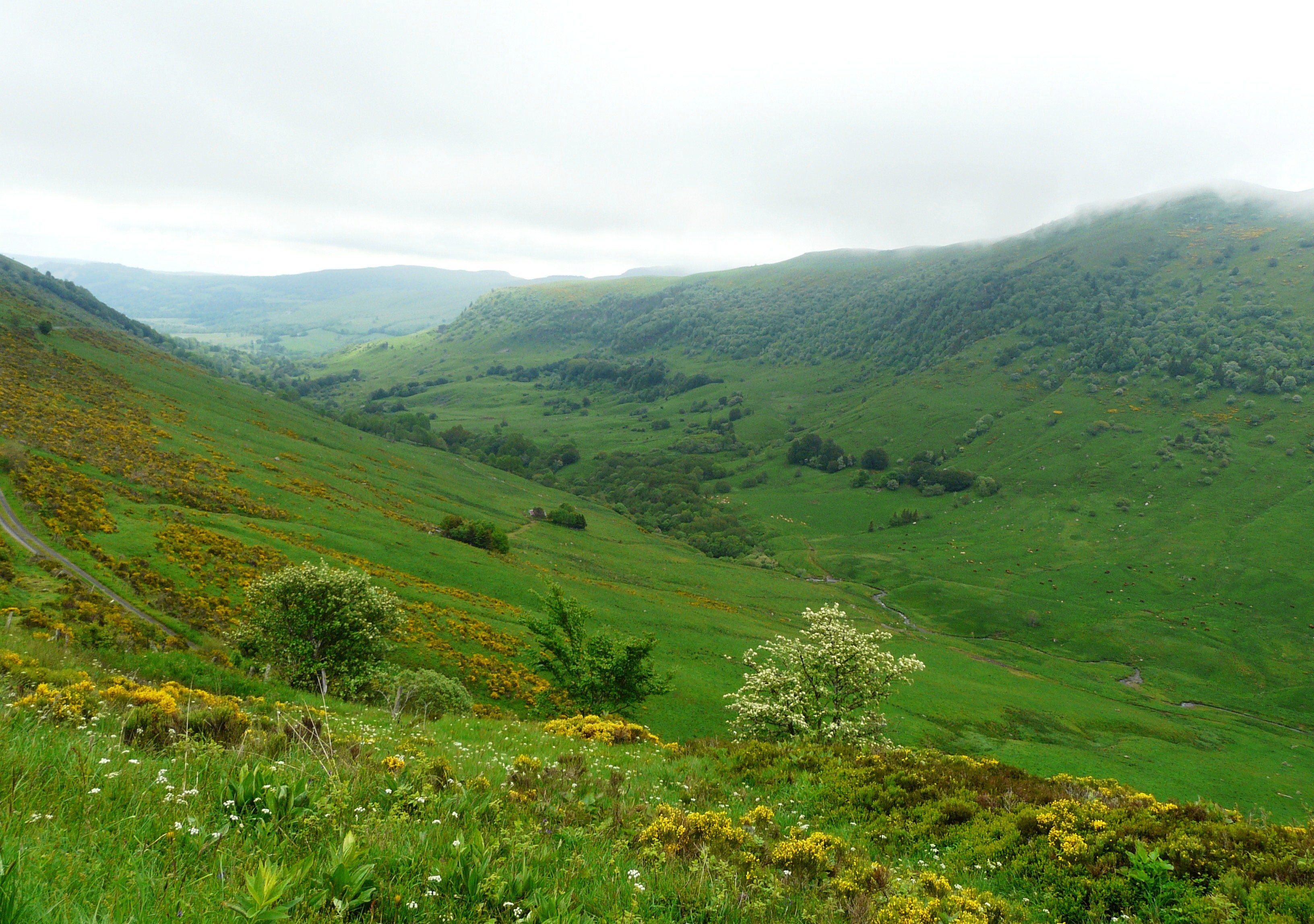
La vallée de l'Impradine (aval).